# Municipio de Davis (Minnesota)
El municipio de Davis (en inglés: Davis Township) es un municipio ubicado en el condado de Kittson en el estado estadounidense de Minnesota. En el año 2010 tenía una población de 30 habitantes y una densidad poblacional de 0,33 personas por km².

## Geografía
El municipio de Davis se encuentra ubicado en las coordenadas 48°35′39″N 96°50′4″O / 48.59417, -96.83444. Según la Oficina del Censo de los Estados Unidos, el municipio tiene una superficie total de 91.49 km², de la cual 91,35 km² corresponden a tierra firme y (0,16 %) 0,15 km² es agua.

## Demografía
Según el censo de 2010, había 30 personas residiendo en el municipio de Davis. La densidad de población era de 0,33 hab./km². De los 30 habitantes, el municipio de Davis estaba compuesto por el 100 % blancos. Del total de la población el 0 % eran hispanos o latinos de cualquier raza.